# Dangerous Woman (bài hát)
"Dangerous Woman" là một bài hát của ca sĩ Ariana Grande và là đĩa đơn mở đường cho album cùng tên (2016). Bài hát này được viết và sản xuất bởi Johan Carlsson và Max Martin, với sự hỗ trợ từ Ross Golan. Bản ghi âm được phát hành lần đầu vào ngày 11 tháng 3 năm 2016.
"Dangerous Woman" ra mắt tại hạng 10 trên bảng xếp hạng Billboard Hot 100, giúp cho cô trở thành người đầu tiên trong lịch sử bảng xếp hạng này có đĩa đơn mở đường từ cả ba album đầu tiên ra mắt trong top 10. Hơn nữa, bản thu trở thành đĩa đơn thứ năm của cô ra mắt tại top 10 ở Mỹ, sau đó đã đạt mốc 8 trong tuần thứ bảy của nó. Bài hát đã được đề cử cho giải Grammy.

## Kết cấu và lời bài hát
"Dangerous Woman" được viết và sản xuất bởi Johan Carlsson và Max Martin, với sự hỗ trợ từ Ross Golan. Bản thu là sự kết hợp giữa pop và R&B.

## Thành công thương mại
Tại Mỹ, "Dangerous Woman" ra mắt tại vị trí thứ 10 trên bảng xếp hạng Billboard Hot 100 vào ngày 2 tháng 4 năm 2016, bán được 118,000 bản. Đồng thời bài hát cũng đạt hạng 2 trên bảng xếp hạng Digital Songs. Bản thu trở thành bài top 10 thứ 7 của cô, và là bài top 10 solo thứ hai của cô cùng với "Focus". Grande cũng đồng thời xác lập kỉ lục mới cho việc thành công ra mắt các đĩa đơn mở đường cho ba album đầu tay đều trong top 10.Bài hát tụt xuống hạng 13 vào tuần thứ 2 và đạt mốc 8 vào tuần thứ 7. "Dangerous Woman" giành 20 tuần trong top 40 và rời khỏi bảng xếp hạng vào mùng 8 tháng 8 năm 2016.